# 三田未稀
三田 未稀（みた みき、1995年3月16日 - ）は、東京都江戸川区出身のハンドボール選手。日本ハンドボールリーグのイズミメイプルレッズ所属。

## 経歴
江戸川区立葛西第三中学校時代は2009年の第18回JOCジュニアオリンピックカップで優秀選手に選ばれた。
中学卒業後は佼成学園女子高等学校へ進学。2011年には第4回女子ユースアジア選手権の日本代表U-18に選出された。2012年も日本代表U-18に選出され、第4回女子ユース世界選手権に出場した。
高校卒業後は東京女子体育大学へ進学。2013年は第12回女子ジュニアアジア選手権の日本代表U-20に選出された。
2014年も日本代表U-20に選出され、第19回女子ジュニア世界選手権に出場。同年は関東学生ハンドボール・秋季リーグで優秀新人賞を受賞した。
2016年は第23回世界学生選手権の日本代表U-24に選出。春季リーグでは得点王（67得点）のタイトルを獲得し、優秀選手賞を受賞。全日本学生ハンドボール選手権大会（インカレ）では特別賞を受賞した。
2017年に日本ハンドボールリーグの広島メイプルレッズへ加入。

## 詳細情報

### 年度別成績
| 年       | チーム   | 試合 | フィールド 得点 | 率   | 7m    | 合計   | 警告 | 退場 | 失格 |
| -------- | -------- | ---- | --------------- | ---- | ----- | ------ | ---- | ---- | ---- |
| 2017-18  | 広島     | 24   | 48/122          | .393 | 9/10  | 57/132 | 0    | 2    | 0    |
| 2018-19  | 広島     | 8    | 9/17            | .529 | 2/2   | 11/19  | 0    | 1    | 0    |
| JHL：2年 | JHL：2年 | 32   | 57/139          | .410 | 11/12 | 68/151 | 0    | 3    | 0    |

- 各年度の太字はリーグ最高

### JHLプレーオフ
| 年      | チーム | 試合                                                  | フィールド 得点 | 率   | 7m  | 合計 | 警告 | 退場 | 失格 |
| ------- | ------ | ----------------------------------------------------- | --------------- | ---- | --- | ---- | ---- | ---- | ---- |
| 2017-18 | 広島   | ソニーセミコンダクタマニュファクチャリング戦 (準決勝) | 3/6             | .500 | 0/0 | 3/6  | 0    | 1    | 0    |
| 2017-18 | 広島   | 北國銀行戦 (決勝)                                     | 1/4             | .250 | 0/0 | 1/4  | 0    | 0    | 0    |
| 2018-19 | 広島   | オムロン戦 (準決勝)                                   | -               | -    | -   | -    | -    | -    | -    |

### 記録

#### 日本ハンドボールリーグ
- フィールドゴール初得点：2017年8月26日、対三重バイオレットアイリス戦（中区スポーツセンター）[12]
- 7mスロー初得点：同上

### 背番号
- 8 (2017年 - )

## 代表歴

### 日本代表U-24
- 世界学生選手権 (2016年)

### 日本代表U-20
- ジュニア世界選手権 (2014年)
- ジュニアアジア選手権 (2013年)

### 日本代表U-18
- ユース世界選手権 (2012年)
- ユースアジア選手権 (2011年)